# 伊藤龍
伊藤 龍（いとう りゅう、1978年6月27日 - ）は、日本の男性声優。埼玉県出身。

## 略歴
中学時代の頃、ラジオ番組を通じて声優を知ったという。その時、ゲストで出演していた中尾隆聖に会ってみたく、中尾と同じ事務所で仕事したいと思っていたという。
以前は81プロデュースに所属していた。
ドラマティックカンパニーにも所属していた。
テレビアニメ『Sci-Fi HARRY』のハリー・マックウィーン役で初主役。『Sci-Fi HARRY』のオーディションでは、千葉進歩と掛け合いでしてもらい、千葉も伊藤も合格したという。

## 人物
声種はテノール。
趣味・特技はギター、イラスト。

## 出演作品

### テレビアニメ
- WOLF'S RAIN（研究員C）
- 王ドロボウJING
- グリーングリーン（男子生徒）
- Sci-Fi HARRY（ハリー・マックウィーン）
- それいけ!アンパンマン（ノートくん〈二代目〉）
- D.Gray-man（ファインダーA）
- TEXHNOLYZE（図師）
- デュエル・マスターズ チャージ（相手C）
- 爆転シュート ベイブレード（ドルジ、イブラヒル）
- PIANO（生徒B、菊池）
- ふしぎ星の☆ふたご姫 Gyu!（パステル）
- MAJOR 2nd season（竹島、選手、西中選手）
- 雪の女王（オニユリ）
- わがまま☆フェアリー ミルモでポン!（少年B）
- わがまま☆フェアリー ミルモでポン!ごおるでん（男子生徒）

### 劇場アニメ
- TAMALA2010 a punk cat in space（2002年）

### OVA
- 天罰 Angel Rabbie（男の子）
- ぷにぷに☆ぽえみぃ（K君）
- TAMALA ON PARADE（少年、クッキー）

### ゲーム
- Quest of D

### ドラマCD
- デジタルドラマCD 汝子校戰艦シンフォニア（来栖金星）

### モーションコミック
- デジタルドラマDVD GET LOVE!!〜フィールドの王子さま〜（斉木高弘、木村恭二）

### その他
- 天才てれびくん